# Csanádpalota
Csanádpalota – miasto na Węgrzech, w Komitacie Csongrád-Csanád, w powiecie Makó.